# Ясна Поляна (Кагульський район)
Ясна Поля́на (рум. Iasnaia Poleana) — село в Кагульському районі Молдови, відноситься до комуни Дойна.